# Strategic Marine
Strategic Marine Co, Ltd. är ett australiensiskt skeppsvarv, som främst tillverkar offshorefartyg.
Strategic Marine har sitt ursprung som Geraldton Boat Builders Pty Ltd, som grundades 1984 ii Geraldton i Västaustralien och som byggde fiskebåtar för havsfiske.  
Företaget har två varv – dels i Vung Tau i Vietnam och dels i Singapore. Varvet i Vietnam är det väsentligt större.
Strategic Marin köptes 2014 av Triyards Holdings i Singapore, men har fortsatt tillverkning under eget varumärke.
Varvet i Vung Tau levererade hösten 2019 den 85 meter långa katamaranfärjan MV Alfred till Pentland Ferries på Orkneyöarna.